# Tadeusz Sznuk

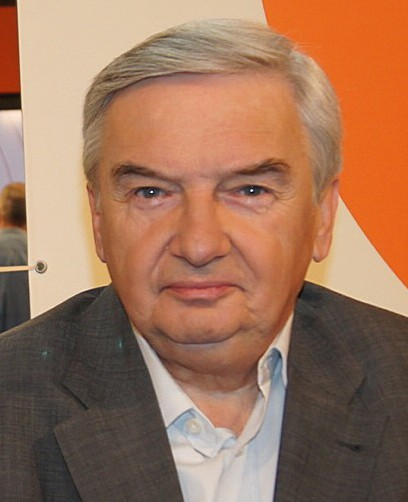
Tadeusz Sznuk (2012)

Tadeusz Maria Sznuk (ur. 16 lipca 1943 w Kielcach) – polski dziennikarz radiowy, prezenter telewizyjny, lektor filmowy i pilot, z wykształcenia elektronik. Prowadzący teleturniej Jeden z dziesięciu (od 1994).

## Życiorys
Syn Stanisława. Pochodzi z Kielc. Absolwent XXX Liceum Ogólnokształcącego im. Jana Śniadeckiego w Warszawie (1960). W 1970 ukończył studia na Wydziale Elektroniki Politechniki Warszawskiej z tytułem zawodowym magistra inżyniera elektronika. Przez dziesięć lat pracował w zawodzie inżyniera.
W latach 1959–1964 pracował jako lektor i reporter Rozgłośni Harcerskiej. Od 1969 związany z Polskim Radiem jako lektor, dziennikarz i komentator – najpierw w Programie 3 (gdzie prowadził m.in. audycję MiniMax), a od 1973 w Programie 1. Należał do pierwszego zespołu audycji Sygnały dnia, stworzonej w 1973 przez Aleksandra Tarnawskiego. Popularność przyniosła mu inna audycja w tej stacji – Lato z radiem (pierwszy raz była na antenie 1 lipca 1971). W latach 70. co niedzielę był głosem audycji Muzykalny detektyw.
W latach 70. był jednym z prezenterów (obok Bożeny Walter, Edwarda Mikołajczyka i Tomasza Hopfera) programu Studio 2 w TVP. Prowadził programy Świadkowie oraz Progi i bariery, a także koncerty Festiwalu Polskiej Piosenki w Opolu. W latach 80. współprowadził Festiwal Piosenki Radzieckiej. 27 kwietnia 1986 prowadził Turniej Miast „Sanok-Bolesławiec”. W 1994 zaczął prowadzić teleturniej Jeden z dziesięciu. W 2002 wspólnie z Grażyną Bukowską prowadził w TVP pierwsze wydanie porannego magazynu Pytanie na śniadanie.
Był lektorem licznych filmów dokumentalnych. Gościnnie pojawił się w filmach Niebieskie jak Morze Czarne (1971) oraz Sprawa inżyniera Pojdy (1977).
W 1989 bez powodzenia kandydował w wyborach do Senatu PRL jako kandydat niezależny w województwie warszawskim, zdobywając 155 tysięcy głosów.
Został pilotem samolotów i śmigłowców, prowadził i komentował różne imprezy lotnicze (m.in. Air Show 2009 w Radomiu, Piknik Lotniczy w Płocku, Mazury AirShow w Giżycku i inne). Został członkiem Krośnieńskiego Klubu Seniorów Lotnictwa im. gen. Ludomiła Rayskiego przy Aeroklubie Podkarpackim. Publikował w czasopiśmie „Skrzydlata Polska”.

## Życie prywatne
Tadeusz Sznuk jest żonaty. Ma dwóch synów i córkę.

## Odznaczenia i wyróżnienia
- Krzyż Komandorski Orderu Odrodzenia Polski (2011)[16]
- Krzyż Oficerski Orderu Odrodzenia Polski (2005)[17]
- Krzyż Kawalerski Orderu Odrodzenia Polski (1998)[18]
- Tytuł honorowego obywatela Giżycka (2014)[19]
- Złoty Mikrofon[1] (1988)
- Diamentowy Mikrofon[3] (2005)[20]
- Mistrz Mowy Polskiej[3] (2002)
- Telekamera w kategorii „osobowość telewizyjna” (2013[21], 2014[22], 2015[23])
- Złota Telekamera (2016)
- Super Wiktor (2013)[24]
- Złoty Hipolit (2016)[25]
- Członek honorowy Łódzkiego Klubu Seniorów Lotnictwa oraz „Złoty Mikrofon” przyznany przez Klub Lotniczy „Na Prostej” (2017)[26]